# Seznam železničních nehod v Česku

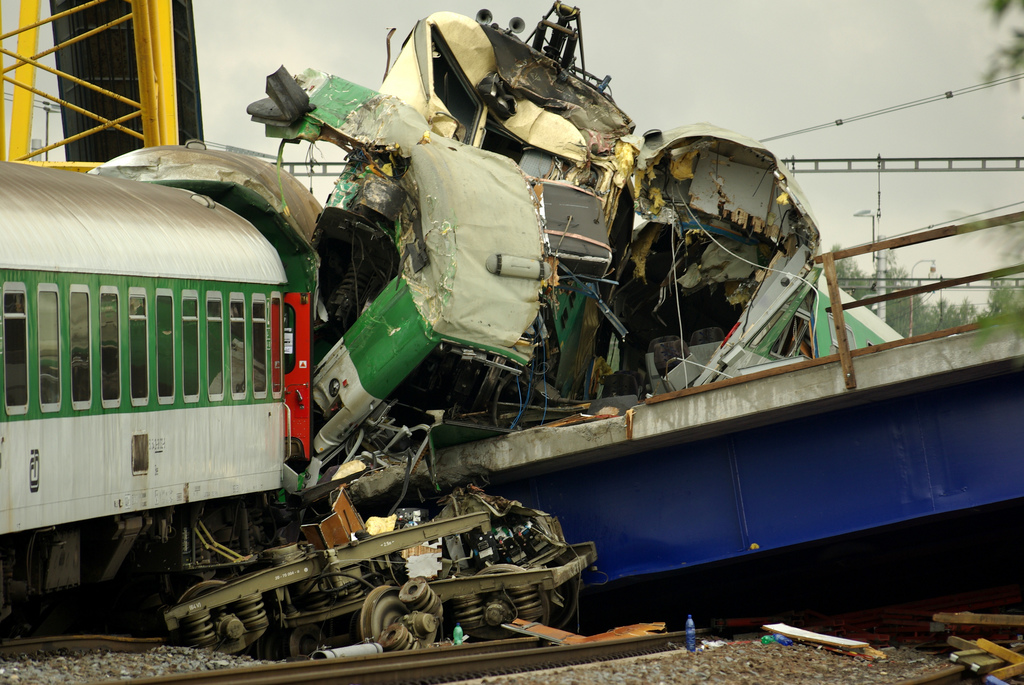
Studénka 2008

Toto je seznam smrtelných a případně jiných encyklopedicky významných železničních nehod, k nimž došlo na území dnešního Česka od zavedení železniční dopravy do současnosti.
Vůbec první železniční nehoda na území Rakousko-Uherska i dnešního Česka se odehrála na zahajovací jízdě na první parostrojní trati Břeclav – Brno dne 7. července 1839, kde jeden ze čtyř vypravených vlaků narazil do vlaku stojícího ve stanici Vranovice. Sedm cestujících bylo těžce zraněno.
Nejtragičtější nehodou v české historii je železniční nehoda u Stéblové z roku 1960, při níž zemřelo 118 lidí (pro srovnání – nejtragičtější železniční nehodu vůbec představuje smetení pobřežního expresu tsunami z roku 2004, při němž zemřelo přes sedmnáct set lidí).

## Seznam nehod
Seznam nezahrnuje menší nehody, jako například srážku vlaku s automobilem (i když má oběti)

| Železniční nehoda                              | Datum                     | Místo                                                        | Mrtví                | Zranění                                      | Detaily |
| ---------------------------------------------- | ------------------------- | ------------------------------------------------------------ | -------------------- | -------------------------------------------- | --- |
| ve Vranovicích                                 | 7. července 1839          | vjezd do stanice Vranovice                                   |                      | 3–7 těžce, několik lehce                     | Při návratu z Brna do Vídně v rámci slavnostního zahájení provozu jely čtyři vlaky za sebou v osmiminutovém intervalu. Před stanicí Vranovice v oblouku v zářezu třetí vlak narazil do druhého. Tato nehoda je uváděna jako první železniční nehoda v historii českých i rakousko-uherských železnic. |
| exploze lokomotivy Jason                       | 27. července 1848         | traťový úsek Napajedla – Hulín                               | 4                    | 2                                            | Výbuch kotle, příčina nejistá. |
| u Cerhovic                                     | 10. listopadu 1868        | u dnešní zastávky Cerhovice nedaleko obce Újezd              | 22                   | 60                                           | 13 z těžce raněných cestujících zemřelo. |
| u Úval                                         | 3. února 1869             | mezi stanicí Úvaly a Praha-Běchovice                         | 1                    | 10                                           | Vykolejení rychlíku, pravděpodobně vinou rozšíření kolejového rozchodu kvůli shnilým pražcům. |
| u Čerčan                                       | 18. března 1889           | mezi stanicí Čerčany a dnešní zastávkou Pyšely               | 4                    | 9                                            | V důsledku prasknutí kola vykolejilo 6 vagonů osobního vlaku. |
| exploze lokomotivy Glaucos                     | 23. března 1871           | stanice Bohumín                                              |                      |                                              | Výbuch kotle příčinou nedostatku vody. |
| u Blovic                                       | 5. srpna 1890             | u mostu přes Podhrázský potok mezi Blovicemi a Zdemyslicemi  | 5                    | 32 (+ 10 těžce)                              | Vykolejení vlaku v důsledku podmáčení trati s následným sjetím několika vozů do Podhrázského potoka. |
| u Popovic                                      | 14. října 1909            | nedaleko zastávky Popovice u Uherského Hradiště              | 2                    | 5                                            | Vykolejení nákladního vlaku v levotočivé zatáčce. |
| v Uhersku                                      | 25. prosince 1909         | ve stanici Uhersko                                           | 12                   | 18                                           | Srážka rychlíku Praha — Česká Třebová s nákladním vlakem stojícím ve stanici. |
| v Pitíně                                       | 8. října 1919             | ve stanici Pitín                                             | 1                    | 12                                           | Srážka osobního a nákladního vlaku. |
| u Čelákovic                                    | 6. prosince 1919          | u stanice Čelákovice                                         | 4                    | 104                                          | Čelní srážka dvou osobních vlaků. |
| v Českém Brodě                                 | 27. června 1920           | ve stanici Český Brod                                        | 5                    | 30 těžce                                     | Speciálně vypravený vlak vezoucí Sokoly na Sokolský slet se srazil v Českém Brodě s nákladním vlakem. |
| v Záhorovicích                                 | 23. března 1923           | v zastávce Záhorovice                                        | 1                    | 2                                            | Vykolejení nákladního vlaku. |
| v Brně u Stránské skály                        | 7. listopadu 1923         | v úseku Líšeň–Černovice                                      | 2                    | 40                                           | Vagon s uhlím ujel a narazil zezadu do jedoucího osobního vlaku. |
| v Chotovinách                                  | 1. srpna 1926             | ve stanici Chotoviny                                         | 1+1                  | 2                                            | Nákladní vlak měl chybně postavenou cestu a prorazil zarážedlo, výpravčí se oběsil. |
| v Brně na hlavním nádraží                      | 12. dubna 1927            | Brno hlavní nádraží                                          | 5                    | 110                                          | Čelní srážka osobního a nákladního vlaku. |
| ve Včelné                                      | 1. srpna 1928             | ve stanici Včelná                                            | 17                   | 78                                           | Srážka rychlíku s osobním vlakem. |
| v Zaječí                                       | 10. září 1928             | stanice Zaječí na Břeclavsku                                 | 24–26                | 40                                           | Srážka rychlíku s nákladním vlakem. |
| u Znosimi                                      | 2. července 1932          | u zastávky Znosim mezi Domašínem a Vlašimí                   | 10                   | 15                                           | Čelní srážka dvou osobních vlaků v silné bouřce. |
| v Brně-Židenicích                              | 18. září 1941             | na zastávce Brno-Židenice                                    | 18                   | 10                                           | Rychlík najel na zastávce do skupiny osob čekajících na osobní vlak. |
| v Praze-Kbelích                                | 20. prosince 1943         | u zastávky Praha-Kbely                                       | 42                   | 91                                           | Čelní srážka dvou osobních vlaků na jednokolejné trati v den otevření nové výhybny ve Kbelích. |
| v Ostravě                                      | 19. července 1945         | mezi stanicemi Ostrava-Přívoz a Ostrava-Svinov               | 8                    | 38                                           | Vykolejení osobního vlaku po projetí zarážedla. |
| mezi stanicemi Tlumačov a Záhlinice            | 22. srpna 1945            | v zářezu pod kopcem Slivotín                                 | 9 na místě 5 později | 10 těžce (5 z nich později zemřelo) 15 lehce | Vykolejení osobního vlaku po střetu s ramenem jeřábu, který na vedlejší koleji odstraňoval trosky nákladního vlaku, který byl dne 3. května 1945 úmyslně zničen, aby zatarasil trať před blížící se frontou. |
| u Rynoltic                                     | 24. prosince 1945         | u železniční stanice Rynoltice                               | 3 (na místě)         | 8 těžce a 17 lehce                           | Rozjetí nezajištěných lidmi obsazených vozů. |
| u Lčovic                                       | 1. ledna 1946             | u zastávky Lčovice                                           | 5                    | 74                                           | Srážka mimořádného osobního vlaku s pravidelným osobním vlakem. |
| u Rynholce                                     | 19. července 1946         | u obce Rynholec                                              | 14                   | 3                                            | Rychlík se na přejezdu srazil s autobusem. |
| u druhého Vinohradského tunelu                 | 7. června 1947            | u severního portálu druhého Vinohradského tunelu             | 7                    | 7 těžce 49 lehce                             | Srážka záložního stroje a osobního vlaku. |
| u Kolštejna                                    | 6. října 1947             | u železniční stanice Kolštejn                                | 1                    | 1                                            | Vykolejení lokomotivy 623,008 nákladního vlaku před železniční stanicí Kolštejn (dnes Branná) po selhání brzd; zahynul strojvedoucí. |
| v Senohrabech                                  | 12. října 1947            | u stanice Senohraby                                          | snad až 8            | desítky                                      | Srážka osobního vlaku s uvolněnými vagóny nákladního vlaku. |
| v Podivíně                                     | 21. prosince 1950         | u Podivína na Břeclavsku                                     | 34                   | 56                                           | Rychlík se na přejezdu srazil s autobusem ČSAD. |
| u Svojšic                                      | 5. ledna 1951             | na přejezdu u Voteleže mezi Bošicemi a Toušicemi             | 4                    | 28                                           | Srážka vlaku s autobusem na nechráněném železničním přejezdu. Řidič autobusu přehlédl vlak a došlo ke srážce, při které zemřeli 4 lidé z autobusu (z toho 2 děti) a 28 jich bylo zraněno. |
| v Suchdole nad Odrou                           | 26. srpna 1952            | Suchdol nad Odrou na Novojičínsku                            | 12 (14)              | 108 (106)                                    | Vykolejení rychlíku. |
| u Stvolínek                                    | 30. března 1952           | u zastávky Stvolínky na trati Lovosice – Česká Lípa          | 12                   | 34                                           | Rozjetá lokomotiva jedoucí na pravidelnou údržbu do depa v České Lípě narazila do osobního vlaku. |
| u Šakvic                                       | 24. prosince 1953         | u stanice Šakvice na trati Brno – Břeclav                    | 103                  | 83                                           | Rychlík v důsledku usnutí opilého strojvůdce najel v plné rychlosti do stojícího osobního vlaku. |
| v Teplicích                                    | 4. listopadu 1955         | vlakový přejezd Dubská                                       | 18                   | 16                                           | Na přejezdu se rozjetá nákladní souprava srazila s plně naloženým autobusem, který mířil z Dubí Dubskou ulicí přes koleje do Teplic |
| na Dluhonické spojce                           | 7. srpna 1956             | Dluhonická spojka u Přerova                                  | 7                    | 56                                           | Rychlík Bohumín – Praha narazil zezadu do stojícího nákladního vlaku. |
| v Bylnici                                      | 28. dubna 1957            | mezi Brumovem a Bylnicí                                      | 10                   | 6                                            | Srážka osobního vlaku s ujetým nákladním vozem. |
| ve Vrbátkách                                   | 11. září 1957             | v železniční stanici Vrbátky                                 | 15                   | 26                                           | Mimořádný rychlík z Brna do Olomouce narazil do stojícího osobního vlaku v důsledku chybně nastavené vlakové cesty. |
| pád lokomotivy do Smědé                        | 4. července 1958          | na trati mezi Libercem a Frýdlantem, pod frýdlantským zámkem | 4                    | ?                                            | Pod lokomotivou se utrhl podemletý násep, ta se odtrhla od vlaku a spadla do rozvodněné Smědé. |
| u Stéblové                                     | 14. listopadu 1960        | na trati mezi Stéblovou a Pardubicemi-Semtínem               | 118                  | ~100                                         | Srážka osobního vlaku s plně obsazeným motorovým vlakem. |
| u Vrbna pod Pradědem                           | 27. srpna 1961            | u Vrbna pod Pradědem                                         | 19                   | 17                                           | Srážka osobního vlaku s ujetými nákladními vozy. |
| v Táboře                                       | 29. ledna 1962            | ve stanici Tábor                                             | 12                   | 47                                           | Vojenský železniční transport projel návěst „Stůj“ a najel ve stanici na zemní zarážedlo. |
| u Církvic                                      | 6. července 1962          | Církvice                                                     | 16                   | 20 těžce, 43 lehce                           | Vykolejení vozů po nárazu nákladního vlaku do stojícího vlaku, střet s protijedoucím osobákem jedoucím po druhé koleji. |
| v Zákolanech                                   | 25. ledna 1964            | železniční stanice Zákolany                                  | 14                   | 18                                           | Srážka nákladního vlaku s osobním vlakem stojícím ve stanici. |
| v Hloubětíně                                   | 21. září 1965             | zastávka Praha-Hloubětín                                     | 14                   | 70                                           | Srážka nákladního vlaku s osobním vlakem. |
| v Běchovicích                                  | 15. říjen 1965, 7:24 hod. | žel. stanice Praha-Běchovice                                 | 2                    | 4                                            | Osobní vlak – elektrická jednotka - se v mlze na pražském zhlaví srazila s posunující el. lokomotivou. |
| v Deštnici                                     | 2. května 1966            | Deštnice na Lounsku                                          | 10                   | 37                                           | Na přejezdu narazila lokomotiva do nákladního auta vezoucího studenty na brigádu. |
| u Mladotic                                     | 4. září 1966              | Mladotice na Plzeňsku                                        | 2                    | 3                                            | Srážka dvou štokrů v oblouku mezi zastávkami Mladotice a Horní Hradiště (pamětní deska v místě nehody). |
| v Hradci nad Svitavou                          | 13. září 1967             | traťový úsek Svitavy – Březová nad Svitavou                  | 4                    | 19                                           | Vykolejení rychlíku R 424 v provizorní výhybně Hradec nad Svitavou. |
| v Bezděčíně                                    | 28. července 1969         | v obci Bezděčín u Mladé Boleslavi                            | 23                   | 29                                           | Srážka osobního vlaku s autobusem ČSAD na chráněném železničním přejezdu. |
| u Valašského Meziříčí                          | 23. února 1970            | nedaleko Valašského Meziříčí                                 | 11                   | 15                                           | osobní vlak se srazil s lokomotivou |
| u Poříčí nad Sázavou                           | 28. září 1970             | úsek Čerčany – Týnec nad Sázavou                             | 4                    | 0                                            | Srážka soupravového vlaku (motorový vůz M262.039) s lokomotivním vlakem (lokomotiva T478.1012) po výpravě bez řádné nabídky a přijetí. |
| u Řikonína                                     | 11. prosince 1970         | u stanice Řikonín u Tišnova na Brněnsku                      | 31                   | 18                                           | Srážka expresu s vykolejenými vozy. |
| ve Staré Pace                                  | 15. června 1972           | Stará Paka                                                   | 0                    | 2                                            | Čelní srážka nákladních vlaků. |
| u Hradčovic                                    | 11. listopadu 1977        | u obce Hradčovice na Uherskohradišťsku                       | 5                    |                                              | Srážka osobního a nákladního vlaku. |
| u Horusic                                      | 2. listopadu 1982         | mezi výhybnou Horusice a stanicí Veselí nad Lužnicí          | 3                    | 10                                           | Čelní srážka osobního a nákladního vlaku. |
| v Úvalech                                      | 9. července 1984          | ve stanici Úvaly v okrese Praha-východ                       | 2                    | 8                                            | Vykolejení 5 vozů expresu a následné sražení lidí čekajících na nástupišti. |
| u Nové Cerekve                                 | 16. září 1985             | na přejezdu mezi Novou Cerekví a Stanovicemi                 | 10                   | 8                                            | Srážka osobního vlaku s přívěsem traktoru plným lidí. |
| mezi stanicemi Praha-Hostivař a Praha-Vršovice | 31. března 1988           | v Praze-Hostivaři                                            | 2                    | 5 těžce/10 lehce                             | Osobní vlak 9114 tvořený elektrickou jednotkou najel do nákladního vlaku, který zastavil čelem u stanoviště odbočky Praha-Záběhlice. |
| v Hradčovicích                                 | 9. října 1988             | ve stanici Hradčovice na Uherskohradišťsku                   | 1                    | 1                                            | Srážka rychlíku R 722 z Trenčianské Teplé do Brna s přívěsem kamionu převážející želatinový granulát na železničním přejezdu chráněném výstražnými světly bez závor. |
| u Nových Kopist                                | 10. listopadu 1989        | u Nových Kopist na Litoměřicku                               | 6                    | ~50                                          | Rychlík Budapešť – Berlín narazil do stojícího osobního vlaku. |
| ve Studénce                                    | 3. srpna 1990             | Studénka na Novojičínsku                                     | 1                    | 2                                            | Rychlík se střetl se silničním válcem během stavebních úprav přejezdu. |
| u Spálova                                      | 25. srpna 1990            | u obce Spálov na Semilsku                                    | 14                   | 32                                           | Osobní vlak se střetl s nákladním vlakem. |
| v Třebechovicích pod Orebem                    | 3. října 1990             | v Třebechovicích pod Orebem na Královéhradecku               | 6                    | 16                                           | Srážka osobního vlaku s autobusem na chráněném železničním přejezdu s výstražnými světly bez závor. |
| u Krouny                                       | 24. června 1995           | u Krouny na trati mezi Poličkou a Skutčí na Chrudimsku       | 19                   | 4                                            | Motorový vůz se srazil se čtyřmi uvolněnými nákladními vozy s kládami. |
| u Plešnic                                      | 23. prosince 2000         | u stanice Plešnice                                           | 1                    | 14                                           | Čelní střet osobního a nákladního vlaku. |
| u Vojkovic nad Ohří                            | 10. května 2002           | mezi stanicemi Stráž nad Ohří a Vojkovice nad Ohří.          | 1                    | 11                                           | Čelní střet dvou nákladních vlaků, z nich jednoho s přepravou vojska. |
| u Bavorova                                     | 22. července 2004         | mezi obcemi Bavorov a Strunkovice nad Blanicí                | 1                    | 30                                           | Dva osobní vlaky vyjely proti sobě na jednokolejnou trať a došlo k jejich srážce u obce Blanice |
| u Vraňan                                       | 19. března 2007           | mezi stanicí Vraňany a zastávkou Cítov                       | 0                    | 2                                            | Vykolejení soupravy rychlíku po srážce s uvízlým automobilem. Nehoda byla impulsem k zavedení číselného označení železničních přejezdů – výpravčí totiž sice byl o uvízlém automobilu včas informován, ale kvůli nedorozumění uzavřel provoz na špatné trati. |
| v Čerčanech                                    | 14. července 2007         | ve stanici Čerčany                                           | 1                    | 6                                            | Náraz rychlíku do stojícího osobního příměstského vlaku. |
| v Moravanech                                   | 19. května 2008           | Moravany na Pardubicku                                       | 1                    | 4                                            | Náraz lokomotivy do stojícího osobního vlaku. |
| ve Studénce                                    | 8. srpna 2008             | Studénka na Novojičínsku                                     | 8                    | 88                                           | Náraz vlaku EC 108 Comenius do zříceného mostu. |
| v Ústí nad Labem                               | 28. června 2010           | Ústí nad Labem                                               | 1                    | 11                                           | Vykolejení osobního vlaku vedeného elektrickou jednotkou řady 471. Zemřel strojvedoucí. |
| ve Vodňanech                                   | 2. února 2011             | Vodňany                                                      | 1                    | 20                                           | Osobní vlak vyjel ze stanice Vodňany na trať, po které právě přijížděl manipulační nákladní vlak od Číčenic, a došlo ke srážce přibližně 300 m od zhlaví železniční stanice Vodňany. |
| ve Studénce                                    | 22. července 2015         | Studénka na Novojičínsku                                     | 3                    | 17                                           | Vlak SuperCity Pendolino jedoucí z Bohumína do Františkových Lázní se na přejezdu u nádraží ve Studénce srazil ve vysoké rychlosti s kamionem plným železa. Tři cestující zemřeli. |
| u Velvět                                       | 30. října 2015            | Velvěty                                                      | 1                    | 0                                            | Náraz nákladního vlaku do jiného stojícího nákladního vlaku. Strojvedoucí, který projel návěst „Stůj“, zemřel. Výpravčí z nedalekých Řehlovic použil funkci generální stop, nehodě se však zabránit nepodařilo. |
| u Křemže                                       | 3. května 2018            | Křemže                                                       | 0                    | 18                                           | Osobní vlak 8102 odjel ze stanice Křemže i přesto, že návěstidlo zakazovalo jízdu. Mezi stanicemi Křemže a Boršov nad Vltavou došlo ke střetu s protijedoucím osobním vlakem 8103. |
| u Ronova nad Doubravou                         | 4. března 2019            | mezi obcemi Ronov nad Doubravou a Žleby                      | 0                    | 6                                            | Srážka osobního vlaku vedeného motorovým vozem řady 810 a manipulačního vlaku vedeného lokomotivou řady 742. Příčinou nehody byla chyba strojvedoucího osobního vlaku, který nesplnil ohlašovací povinnost a nedovoleně odjel z Ronova na úsek obsazený nákladním vlakem. |
| u Perninku                                     | 7. července 2020          | Pernink                                                      | 2                    | 24                                           | Čelní srážka dvou osobních vlaků (řada 844 a 814) po nedodržení ohlašovací povinnosti strojvedoucím jednotky řady 844 v místě křižování. |
| u Českého Brodu                                | 14. července 2020         | Český Brod                                                   | 1                    | 35                                           | Najetí osobního vlaku Os 9359 vedeného jednotkou CityElefant do stojícího poštovního vlaku Nex 60051. Strojvedoucí osobního vlaku zemřel. |
| v Kdyni                                        | 9. září 2020              | Kdyně                                                        | 0                    | 20                                           | Čelní střet osobního a služebního vlaku na nádraží v Kdyni. U osobního vlaku tvořeného motorovým vozem 810 RegioMouse došlo po vjezdu do stanice nedovoleně vysokou rychlostí na trávou zarostlých kolejí při nesprávném brzdění k zablokování a smyku kol. Vlak bez zastavení projel nádražím, minul odjezdové návěstidlo v pozici "Stůj", vjel do postavené cesty a následně se srazil s protijedoucím služebním vlakem tvořeným lokomotivou 742 a měřícím vagónem. |
| ve Světci                                      | 4. dubna 2021             | Světec                                                       | 1                    | 1                                            | Srážka dvou nákladních vlaků společností Orlen Unipetrol Doprava a ČD Cargo ve stanici Světec, strojvedoucí jednoho vlaku zemřel na místě, druhý se zranil. Jeden vlak začal hořet, vezl propan-butan, druhý vezl uhlí. |
| v Němčicích nad Hanou                          | 31. července 2021         | Němčice nad Hanou                                            |                      | 2                                            | Srážka osobního vlaku a elektrické lokomotivy v Němčicích nad Hanou. Osobní vlak Os 3821 společnosti České dráhy z Olomouce do Nezamyslic vedený elektrickou lokomotivou 163 se střetl s lokomotivním vlakem (samostatnou lokomotivou Siemens Vectron) společnosti Retrack Czech jedoucím z Havlíčkova Brodu do Ostravy. |
| u Milavčí                                      | 4. srpna 2021             | Výhybna Radonice                                             | 3                    | 38                                           | Čelní srážka vlaků Ex 351 Západní expres a Os 7406, který byl veden jednotkou RegioShark. Strojvedoucí Západního expresu projel návěstidlo zakazující jízdu a následně se čelně srazil s osobním vlakem. Nehodu nepřežili strojvedoucí obou vlaků a jedna cestující. |
| v Bohumíně                                     | 27. června 2022           | Bohumín                                                      | 1                    | 5                                            | Srážka vlaku SuperCity 516 vedeným jednotkou 680.006 Pendolino s posunovým dílem tvořeným lokomotivou řady 742 společnosti ČD Cargo. Nehodu nepřežil strojvedoucí vlaku SuperCity, zraněni byli 4 zaměstnanci ČD Cargo a členka personálu Pendolina. |
| u Dolní Lutyně                                 | 24. ledna 2024            | Dolní Lutyně                                                 | 1                    | 20                                           | Srážka expresu Českých drah IC 546 Ostravan z Návsí do Prahy s kamionem na přejezdu Bezdínek v Dolní Lutyni v 5:43 ráno. Při střetu zemřel strojvedoucí vlaku. |
| v Pardubicích                                  | 5. června 2024            | Pardubice hlavní nádraží, poblíž zastávky Pardubice centrum  | 4                    | 30                                           | Mezinárodní vlak RJ 1021 dopravce RegioJet pravidelné linky Praha–Čop se při odjezdu ze stanice Pardubice hlavní nádraží čelně srazil s protijedoucím nákladním vlakem Nex 41340. Při srážce došlo k úmrtí minimálně čtyř cestujících a desítky dalších byly zraněny. |
| u Hustopečí nad Bečvou                         | 28. února 2025            | ve stanici Hustopeče nad Bečvou                              | 0                    | 0                                            | Nákladní vlak převážející v cisternách benzen vykolejil ve stanici Hustopeče nad Bečvou. Jel rychlostí 95 km/h, ale pro danou vlakovou cestu bylo povoleno jen 40 km/h. Patnáct ze sedmnácti cisteren začalo hořet. |